# Prozak (raper)
Steven T. Shippy, lepiej znany pod pseudonimem Prozak (ur. w 1977) – niezależny raper i reżyser. Pochodzi z Saginaw w stanie Michigan. Członek projektu Deadman wraz z Mike E. Clar i Bedlam. Jeden z niewielu raperów egipskiego pochodzenia. W 2011 roku oficjalnie podpisał kontrakt z Strange Music, mimo że już wcześniej wydawał albumy z tą właśnie wytwórnią.

## Dyskografia

### Solowe
| Rok  | Tytuł | Najwyższa pozycja | Najwyższa pozycja | Najwyższa pozycja | Najwyższa pozycja | Najwyższa pozycja | Sprzedaż |
| Rok  | Tytuł | Billboard 200     | Top Heatseekers   | Top Independent   | Top R&B/Hip-Hop   | Top Rap           | Sprzedaż |
| ---- | --- | ----------------- | ----------------- | ----------------- | ----------------- | ----------------- | -------- |
| 2001 | Aftabirth - Data wydania: 2001 - Wytwórnia: Fallen Ent/Newport Music/Mentality Records/Long Range Distribution - Format: CD          | —                 | 49                | —                 | —                 | *                 |          |
| 2008 | Tales From the Sick - Data wydania: 3 czerwca 2008 - Wytwórnia: Strange Music/RBC Records/Fontana Distribution (SMI 47) - Format: CD | —                 | 8                 | 25                | 52                | 20                | 12.560   |
| 2012 | Paranormal - Data wydania: 24 kwietnia 2012 - Wytwórnia: Strange Music - Format: CD                                                  | 90                | —                 | 15                | 13                | 8                 | 7.829    |

### ZBedlam
- Chemical Imbalancez volume one (1999)
- Chemical Imbalancez volume two (2001)
- Cok Kaufman Returns (2001)
- Shock Treatment (2002)
- Bedlamitez Rize (2003)
- Chemical Anthology – re-release of vol-1 and 2 (2003)
- The Wicked Stock Show (2003)
- 5th studio album (TBD)

### Z Deadman
- Self Inflicted (2004)

### Występy gościnne
- KGP – Acidikrevelationz (2000) "Stilborn"
- KG – Mentality Family E.P. (2000) "Psycho Sick Insanity, Facez Of Evil"
- Cap One – Parafnalia (2001) "Wicked 4 Life, Callin' Me"
- Twiztid – Fright Fest 05 EP (2005) "In The Dark, Need Some Help"
- Tech N9ne – Everready (The Religion) (2006) "Trapped, Holy War" (disc 2)
- Jamie Madrox – Phatso: Earth 2 (2006) "OMG (Red Thunder Remix)"
- Simken Heights – Eternal Flame (2006) "Burnt Offerings"
- Tech N9ne – Misery Loves Kompany (2007) "You Don't Want It"
- Krizz KalikovVitiligo (2008) "Peek-A-Boo"
- Tech N9ne – K.O.D. (2009) "Horns"
- Twiztid – End of Days EP (2010) "End of Days"
- King Gordy – Xerxes The God-King (2010) "Dear Mother"
- Twiztid – Cryptic Collection 4 (2011) "Monster Inside"
- Tech N9ne – Welcome to Strangeland (2011) "My Favorite"

## Filmografia
Shippy i jego ekipa filmowa nakręciła film o nazwie Seekers. Film na DVD ukazał się 29 października 2010 r.